# Qark Tirana

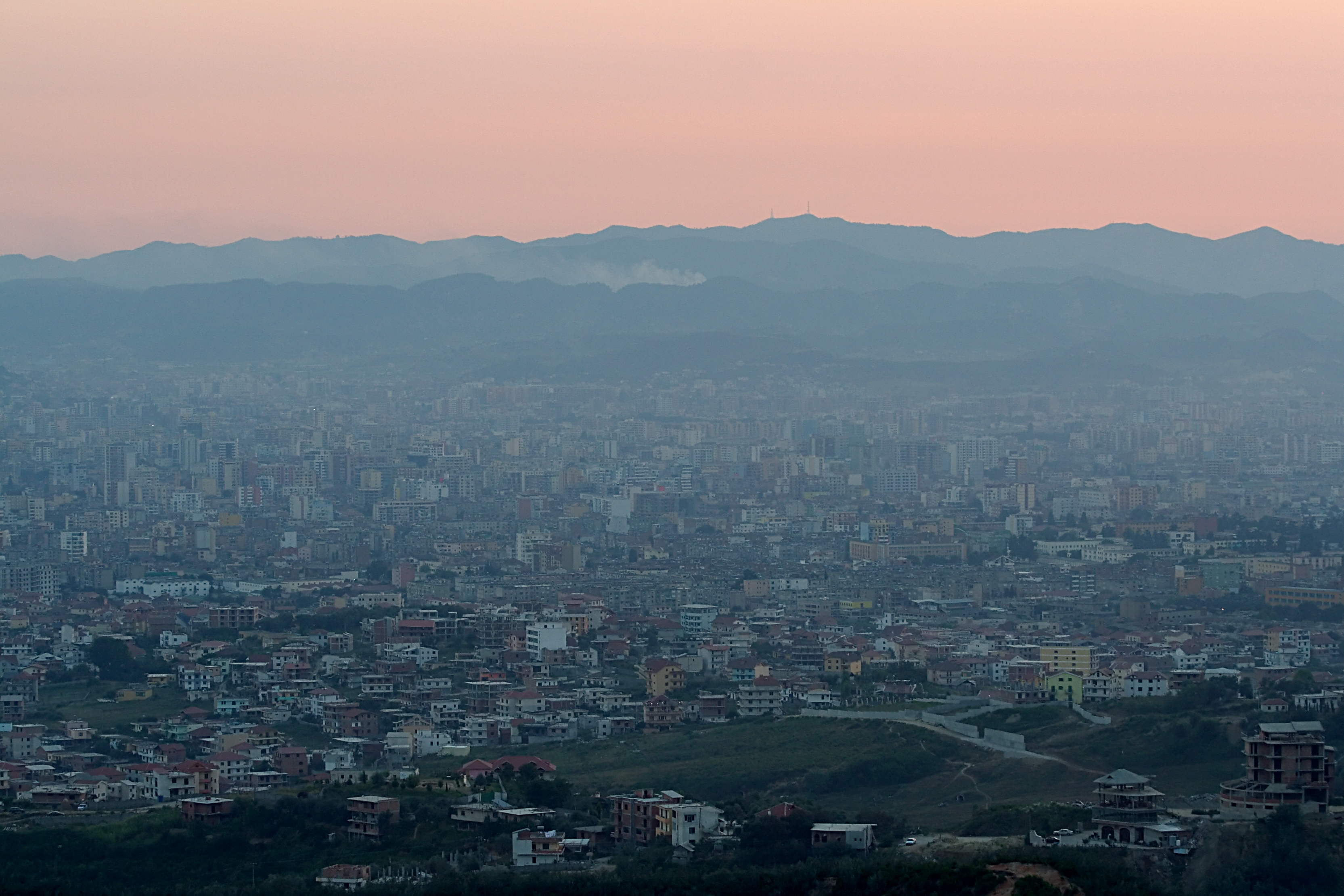
Abenddämmerung über dem Häusermeer von Tirana

Der Qark Tirana (albanisch Qarku i Tiranës) ist einer der zwölf Qarks in Albanien. Er liegt in Mittelalbanien und hat eine Fläche von 1652 Quadratkilometer. Die Einwohnerzahl beträgt 758.513 (Volkszählung 2023). Die Bevölkerungsdichte ist mit 459 Einwohnern pro Quadratkilometer die höchste des Landes. Die Hauptstadt des Qarks ist Tirana.

## Geographie
Der Qark Tirana umfasst insbesondere die Regionen rund um die beiden Städte Tirana und Kavaja, die beiden ehemaligen Kreise Kavaja und Tirana. Im Südwesten grenzt er ans Adriatische Meer. Zwischen der Küstenebene um Kavaja und der Ebene von Tirana sowie entlang der Südgrenze liegt wenig erschlossenes Hügelland. Östlich von Tirana erhebt sich das Skanderbeggebirge (Mali me Gropa, 1848 m ü. A.), in dem der Hausberg der Stadt Dajti liegt. Zwischen den beiden Kreisen des Qarks gibt es keine direkte Straße – sämtlicher Verkehr führt über Durrës.
Durch den Qark fließt im Zentrum des Gebiets der Erzen. In der Stadt Tirana ist es die Lana und der Fluss Tirana, die beide zum Ishëm fließen. Der Shkumbin bildet zudem im Südwesten die Qark-Grenze zu Fier. In der ganzen Region gibt es zahlreiche Seen, Reservoire und Stauseen. Die größten sind das Bovilla-Reservoir nördlich und der Liqeni i Farkës östlich von Tirana.
Nordwestlich des Qarks liegt der Qark Durrës, nordöstlich der Qark Dibra, südöstlich der Qark Elbasan und im Südwesten der Qark Fier.

## Bevölkerung
Der Qark ist der bevölkerungsreichste Albaniens. 32 % der Einwohner Albaniens leben hier. Die starke Binnenmigration seit dem Ende des Kommunismus hat zu einer deutlichen Zunahme der Bevölkerung im Großraum Tirana-Durrës geführt. Dieser Trend hat sich aber zuletzt verlangsamt: Von 2011 bis 2023 ist die Bevölkerung nur noch um 1,2 % gewachsen – zwar mehr als in allen anderen Regionen des Landes, aber doch auch hier stark durch Emigration ins Ausland geprägt. Nur die Gemeinde Tirana verzeichnete in diesem Zeitraum noch ein Wachstum, alle anderen einen – zum Teil starken – Bevölkerungsrückgang.
Bei der Volkszählung 2011 erfasste das Statistikamt Albaniens Instituti i Statistikës 749.365 Einwohner, was einer Bevölkerungszunahme von über 25 % in zehn Jahren entsprach, als die Bevölkerungszahl bei 597.899 Personen lag. Für den 1. Januar 2020 geht das Statistikamt von mindestens 900'000 Einwohnern aus, was 32 % der Bevölkerung des Landes entspricht.
62,29 Prozent der Einwohner des Qarks sind islamische Sunniten, dazu kommen die Bektaschiten mit einem Anteil von 2,66 Prozent. 5,3 Prozent der Einwohner sind katholische Christen, 5,06 Prozent orthodoxe, 0,24 Prozent evangelische und 0,11 Prozent andere Christen. 3,95 Prozent der Menschen sind gläubig, aber ohne Bekenntnis zu einer Religion, und 2,74 Prozent sind Atheisten. 15,19 Prozent der Menschen machten 2011 keine Angaben zum Glauben.

## Politik und Verwaltung
Der Qark-Rat (albanisch Këshilli i Qarkut)  setzt sich aus 37 Mitgliedern zusammen. Der Vorsitzende des Qark-Rats übernimmt die exekutive Funktionen und wird vom Qark-Rat alle vier Jahre gewählt. Vorsitzende des Qark-Rats ist seit 2015 Aldrin Dalipi (PS).
Der Qark stellt für die 2009 und 2013 beginnenden Legislaturperioden des albanischen Parlaments 32 Abgeordnete von insgesamt 140.
Tirana ist Sitz eines Bezirksgerichts (alb. Gjykata e Rrethit Gjyqësor) und des Obersten Gerichtshof Albaniens (alb. Gjykata e Lartë e Republikës së Shqipërisë). Im Weiteren sind das Appellationsgericht von Tirana (alb. Gjykata e Apelit), das Verfassungsgericht, der Hohe Justizrat und die Staatsanwaltschaft angesiedelt.

### Verwaltungsgliederung
| Gemeinde        | Njesitë administrative (alte Gemeinden)                                                                                   | Kreis  | Einwohner 2023 | Einwohner 2011 |
| --------------- | --- | ------ | -------------- | -------------- |
| Kamza           | Kamza, Paskuqan | Tirana | 96.137         | 104.190        |
| Kavaja          | Golem, Helmës, Kavaja, Luz i vogël, Synej                                                                                 | Kavaja | 30.012         | 040.094        |
| Rrogozhina      | Gosa, Kryevidh, Lekaj, Rrogozhina, Sinaballaj                                                                             | Kavaja | 12.567         | 022.148        |
| Gemeinde Tirana | Baldushk, Bërzhita, Dajt, Farka, Kashar, Krraba, Ndroq, Petrela, Peza, Shëngjergj, Tirana, Vaqarr, Zall-Bastar, Zall-Herr | Tirana | 598.176        | 557.422        |
| Vora            | Bërxull, Preza, Vora | Tirana | 21.621         | 025.511        |

| Kreis  | Hauptstadt | Fläche    | Einwohner 2011 | Einwohner 2001 | Anzahl Gemeinden |
| ------ | ---------- | --------- | -------------- | -------------- | ---------------- |
| Kavaja | Kavaja     | 393 km²   | 62.242         | 78.415         | 10               |
| Tirana | Tirana     | 1.238 km² | 687.123        | 523.150        | 19               |